# Lourival Assis
Lourival Rodrigues Assis Filho, genannt Lourival Assis, oder nur Assis (* 3. Februar 1984 in Nova Viçosa, BA), ist ein ehemaliger brasilianischer Fußballspieler.

## Karriere
Assis spielte für den brasilianischen Iraty Sport Cluba und AD São Caetano, ehe er im Frühjahr 2009 erstmals nach Europa kam. Der schwedische Klub Kalmar FF lieh ihn ab Februar 2009 bis zum 31. Juli des Jahres mit Option auf Verlängerung von São Caetano aus. Sein Aufenthalt beim amtierenden schwedischen Meister, bei dem er die Rückennummer „35“ trug, war jedoch von Verletzungen überschattet. In der Allsvenskan lief der Mittelfeldspieler daher lediglich in sieben Spielen auf. Dennoch war der Aufenthalt nicht erfolglos, beim Supercupen vor Saisonauftakt wirkte er am Titelgewinn durch einen 1:0-Erfolg gegen IFK Göteborg mit.
Assis kehrte nach Ablauf seines Leihvertrages nach Brasilien zurück, wo er beim Avaí FC in der Série A unter Vertrag stand. Anschließend spielte er ein Jahr für den Zweitligisten América FC, ehe er sich Anfang 2011 Botafogo FC für die Staatsmeisterschaft von São Paulo anschloss. Anschließend spielte er für Chapecoense in der Série C. Im selben Jahr kehrte er nach Europa zurück und unterschrieb einen Vertrag beim bulgarischen Klub FC Tschernomorez Burgas. In Bulgarien konnte er sich einen Platz in der Stammelf sichern und entwickelte sich zu einem der wichtigen Spieler in der Saison 2011/12. Mit dem Klub wurde er Vierter und verpasste nur knapp eine Teilnahme an der UEFA Europa League. Wegen der verpassten Teilnahme und finanzieller Schwierigkeiten verkaufte der FC Tschernomorez Burgas Assis, der in der Sommerpause 2013 einen Zweijahresvertrag mit dem aserbaidschanischen FK Qəbələ unterschrieb.
2014 kehrte Assis in seine Heimat zurück und tingelte dort bis 2020 durch unterklassige Klubs.